# Азовка (монета)
«Азо́вка» — пам'ятна монета номіналом 2 гривні, випущена Національним банком України, присвячена ссавцю ряду китоподібних, представникові родини фоценових у фауні України, вузькоареальному реліктовому підвиду — азовці (Phocoena phocoena relicta). Місця поширення виду — Чорне та Азовське моря. Азовку включено до Червоної книги України та Європейського Червоного списку.
Монету введено в обіг 22 березня 2004 року. Вона належить до серії «Флора і фауна».

## Опис монети та характеристики
| Номінал грн. | Метал      | Маса, г | Діаметр, мм | Якість виготовлення | Гурт     | Тираж, штук |
| ------------ | ---------- | ------- | ----------- | ------------------- | -------- | ----------- |
| 2            | нейзильбер | 12,8    | 31,0        | звичайна            | рифлений | 30 000      |

### Аверс
На аверсі монет в обрамленні вінка, утвореного із зображень окремих видів флори і фауни, розміщено малий Державний Герб України та написи в чотири рядки: «УКРАЇНА», «2 ГРИВНІ», «2004», крім того, та логотип Монетного двору Національного банку України.

### Реверс

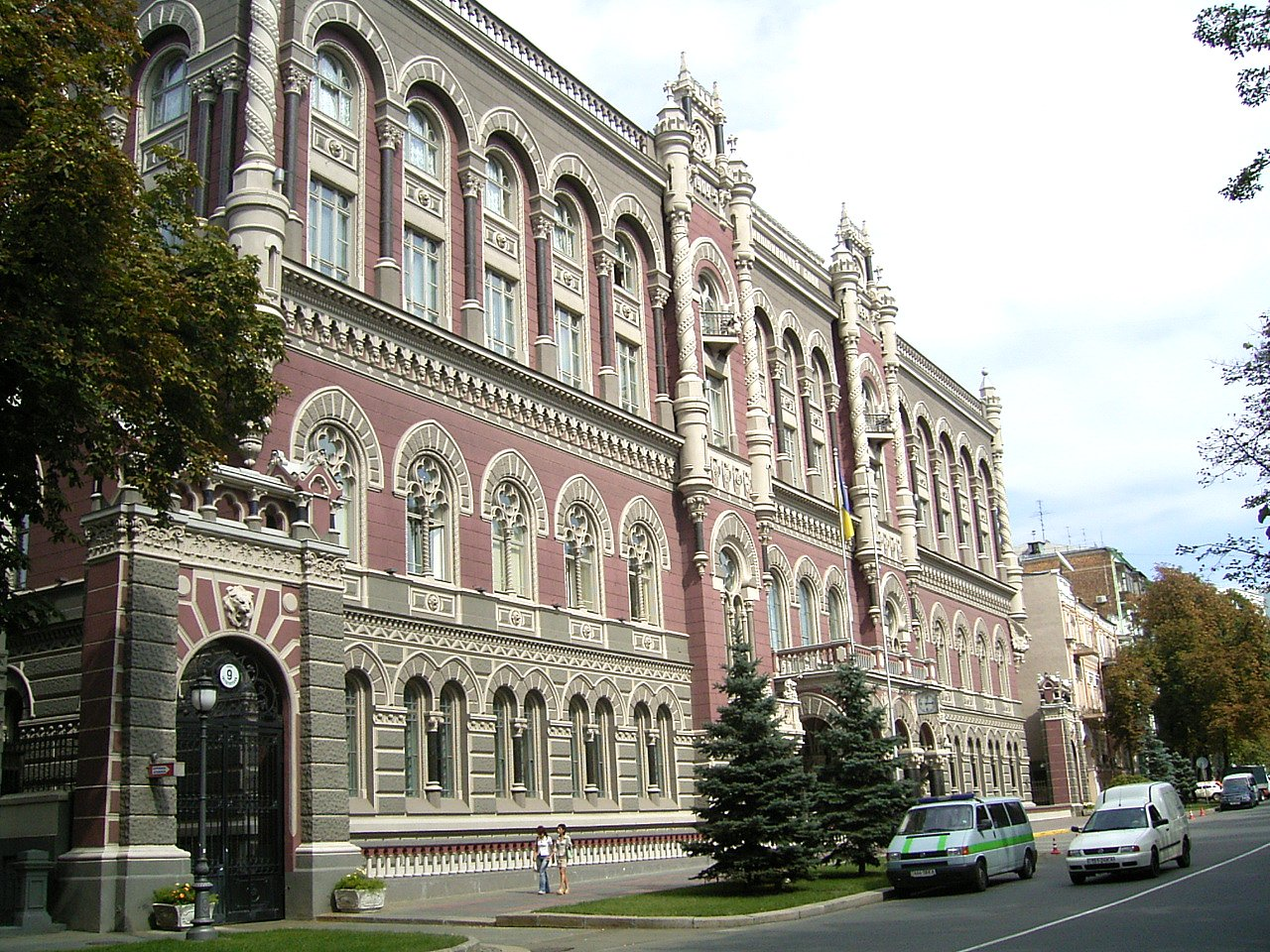
Будівля Національного банку України

На реверсі монет зображені дві азовки з бульбашками повітря, унизу — кущик водорості, та розміщено кругові написи: «АЗОВКА» (праворуч) та «PHOECENA PHOECENA RELICTA ABEL» (ліворуч).

## Автори
- Художник — Дем'яненко Володимир.
- Скульптор — Дем'яненко Володимир.

## Вартість монети
Ціну монети — 2 гривні встановив Національний банк України у період реалізації монети через його філії.
Фактична приблизна вартість монети з роками змінювалася так:
| Рік        | 2010 | 2011 | 2012 | 2013 | 2014 | 2015 | 2016 | 2017 | 2018 | 2019 | 2020 | 2021 | 2022 | 2023 | 2024 | 2025 |
| ---------- | ---- | ---- | ---- | ---- | ---- | ---- | ---- | ---- | ---- | ---- | ---- | ---- | ---- | ---- | ---- | ---- |
| Ціна, грн. | 145  | 150  | 150  | 160  | 125  | 170  | 260  | 320  | 310  | 310  | 330  | 310  | 320  | 540  | 830  | 950  |